# A New Disease Is Born
A New Disease Is Born — третий полноформатный студийный альбом шведской группы Nightrage, вышедший в 2007 году. Альбом содержит видеоклип на песню «Scathing» режиссёра Боба Катсиониса. Альбом был выпущен 17 марта 2007 года на лейбле Lifeforce Records.

## Список композиций
| №   | Название                               | Длительность |
| --- | -------------------------------------- | ------------ |
| 1.  | «Spiral»                               | 4:38         |
| 2.  | «Reconcile»                            | 4:25         |
| 3.  | «Death-Like Silence»                   | 4:35         |
| 4.  | «A Condemned Club»                     | 3:45         |
| 5.  | «Scars of the Past»                    | 3:39         |
| 6.  | «De-Fame»                              | 2:52         |
| 7.  | «Scathing»                             | 4:36         |
| 8.  | «Surge of Pity»                        | 4:12         |
| 9.  | «Encircle»                             | 3:33         |
| 10. | «Drone»                                | 3:23         |
| 11. | «Spiritual Impulse»                    | 3:33         |
| 12. | «A New Disease Is Born» (Instrumental) | 2:58         |
| 13. | «Ostentatious» (Bonus track for Japan) | 3:17         |

## Участники записи
- Jimmie Strimmell − вокал
- Marios Iliopoulos − гитара
- Olof Mörck — гитара
- Henric Carlsson − гитара
- Alex Svenningsson − ударные